# Distrito de Santiago de Cao
El Distrito de Santiago de Cao es uno de los ocho distritos de la Provincia de Ascope, ubicada en el  Departamento de La Libertad, bajo la administración del Gobierno regional de La Libertad, en la zona norte del Perú. Limita por el norte con el Distrito de Magdalena de Cao; por el sur con el Distrito de Huanchaco; por el este con el Distrito de Chicama; y, por el oeste con el Océano Pacífico.
Desde el punto de vista jerárquico de la Iglesia católica forma parte de la Arquidiócesis de Trujillo.

## Historia
El pueblo de Santiago de Cao fue fundado el 25 de julio de 1538. El 16 de abril de 1828 toma el nombre de Villa de Santiago de Cao, durante el gobierno del Presidente José de La Mar. Posteriormente, mediante Ley del 14 de noviembre de 1944 recibe la categoría de Distrito  durante el gobierno del Presidente Manuel Prado Ugarteche.

## Geografía
Abarca una superficie de 126,72 km².

## Autoridades

### Municipales
- 2019 - 2022
  - Alcalde: Alex Genaro Vásquez Reyes del Partido Popular Cristiano

- 2015 - 2018
  - Alcalde: Enrique Del Campo Cisneros del Movimiento Independiente "Mas Acción"

- 2011 - 2014
  - Alcalde: Felipe Santiago Cerna García, del Partido Alianza para el Progreso (APP).

- 2007 - 2010
  - Alcalde: Felipe Santiago Cerna García, del Partido Alianza para el Progreso.

### Policiales
- Comisario:  PNP.

Tnte. PNP. Claudia A. CAVERO CHAVEZ

### Religiosas
- Arquidiócesis de Trujillo[3]
  - Arzobispo de Trujillo: Monseñor Héctor Miguel Cabrejos Vidarte, OFM.[4]
- Parroquia
  - Párroco: Pbro.  .

## Atractivos turísticos
Se caracteriza por su hermosas playas, como "El Charco". Se dice que el pescado fresco, permite disfrutar de agradables ceviches y sudados.
La gente se dedica a la agricultura, pesca artesanal e  industria.
Está ubicado a 35 km de Trujillo. Es un sitio pequeño pero muy cálido, en esas tierras se desarrolló la cultura mochica, (chimú), está rodeada de muchas pirámides de barro (huacas). 
La principal forma de pesca se desarrolla con redes y cordel desde la orilla de Mar.
Santiago de Cao, es un lugar muy hermoso con una fábrica papelera y muchos cañaverales rodeados de sauces, chilcos, pajarobobos, cañabravas, carricillos, plantas utilizadas en las huacas por los moche; aun existen muchos cementerios mochicas y los caricillos usados para realizar antaras.

## Centros poblados
- Cartavio
- Chiquitoy
- Santiago de Cao